# Henning Larsen Architects
Henning Larsen Architects er en videreførelse af den tegnestue, som Henning Larsen grundlagde i 1959, da han stoppede samarbejdet med Max Brüel, Jørgen Selchau og Gehrdt Bornebusch. I dag er firmaet en international aktør med projekter i ca. 20 lande. Virksomheden har omtrent 300 medarbejdere og omsætter for godt 270 millioner kroner om året. Henning Larsen Architects har kontorer i København, Riyadh, München, Hong Kong, Færøerne og Oslo.

## Historie
Det første store projekt udenfor Skandinavien var Udenrigsministeriet i Riyadh, hvilket etablerede firmaets internationale ry. Tegnestuen har sidenhen designet et væld af bygningsværker i mange forskellige lande og deltager jævnligt i internationale konkurrencer .
I 2019 blev virksomheden købt af Rambøll.

## Research & Bæredygtighed
Henning Larsen Architects har sin egen bæredygtighedsafdeling, som drives af Signe Kongebro og Jakob Strømann-Andersen, der begge er partnere i virksomheden. Afdelingen tager aktiv del i klima og bæredygtighedsdiskussionen og udvikler forskellige designværktøjer, der er baseret på den nyeste viden indenfor feltet.
Tegnestuen arbejder sammen med PhD-studerende for at mindske afstanden mellem forskningen, og den måde forskernes viden anvendes på i byggeriet. Disse PhD-studerende arbejder på forskellige projekter, der har været relateret til bæredygtigt design hos Henning Larsen Architects. Målet med samarbejdet er udvikle en designmetode, der implementerer bæredygtighed i bygninger og bygningskomponenter fra starten af et projekt.

## Udvalgte projekter

### Færdiggjorte
- Norges teknisk-naturvitenskapelige universitet, Trondheim, Norge (1978)
- Danmarks Ambassade i Riyadh, Saudi-Arabien (1979)
- Udenrigsministeriet i Riyadh, Saudi-Arabien (1984)
- Copenhagen Business Schoool, København, Danmark (1987)
- Ny Carlsberg Glyptotek French Wing, København, Danmark (1997)
- Dansk Design Center, København, Danmark (1999)
- Malmö stadsbibliotek, Malmö, Sverige (1999)
- Nordeas Hovedsæde, København, Danmark (2000)
- Det Norske Radiumhospital, Oslo, Norge (2000)
- Ferring International Centre, Ørestad, Danmark (2001)
- IT Universitetet, København (2004)
- Operaen i København, København, Danmark (2004)
- Uppsala Koncert- og Kongreshus, Uppsala, Sverige (2007)
- Arts Faculty – University of Plymouth, Plymouth, England(2007)
- Jåttå Videregående Skole, Stavanger, Norge (2007)
- Bølgen i Vejle, Vejle, Danmark (2009)
- Umeå Arkitektskole, Umeå, Sverige (2010)
- Viborg Rådhus, Viborg, Danmark (2011)
- Harpa – Reykjavík Koncertsal og Konferencecenter, Reykjavík, Island (2011)
- Spiegel Hovedsæde, Hamborg, Tyskland (2011)
- Umeå kunstcampus, Umeå, Sverige (2012)
- Kunstpavillon, Videbæk, Danmark (2012)
- Moesgård Museum, Århus, Danmark(2013)
- Egedal Rådhus, Egedal Kommune, Danmark (2014)[12]
- SDU Campus Kolding, Kolding, Danmark (2014)[13]
- Microsoft Domicil, Lyngby, Danmark (2015)[14]
- Siemens Headquarters, München, Tyskland (2016)[15][16]
- Frederiksbjerg Skole, Aarhus, Danmark (2016)[17]
- Nordea Headquarters, København, Danmark (2017)[18]
- Frankfurt School of Finance and management, Frankfurt, Tyskland (2017)
- Middelfart Rådhus, Middelfart, Danmark (2018)
- Nationalmuseum Jamtli, Östersund, Sweden (2018)
- French International School, Tseung Kwan O, Hong Kong (2018)
- Eystur Rådhus, Norðragøta, Færøerne (2018)
- Kiruna Rådhus, Kiruna, Sverige (2018)
- Solrødgaard Rensningsanlæg, Hillerød, Denmark (2019)
- Carl H. Lindner College of Business, Cincinnati, Ohio, USA (2019)
- Queensland University of Technology, Brisbane, Queensland, Australia (2019)
- Jotuns Hovedsæde, Sandefjord, Norge (2019)
- Hotel Alsik, Sønderborg, Danmark (2019)
- Hangzhou Yuhang Opera, Hangzhou, China (2019)
- Jyllands-Postens hovedsæde, Aarhus (2019)
- Biotopen, Lille, Frankrig (2020)

### Igangværende
- Minneapolis Borgerservice, Minneapolis, Minnesota, USA (står færdigt i 2021)
- Campus Ås, Ås, Norge (står færdigt i 2021)
- European Spallation Source, Lund, Sverige (står færdigt i 2021)[19]
- The Springs, Shanghai, Kina (står færdigt i 2021)
- Gdansk Imperial Skibsværft, Gdansk, Polen (står færdigt i 2021)
- Etobicoke Rådhus, Toronto, Canada (står færdigt i 2021)
- Uppsala Rådhus, Uppsala, Sverige (står færdig i 2021)
- Malmö Stadshus, Malmø, Sverige (står færdig i 2021)
- Göthenburg City Gate, Gøteborg, Sverige (står færdig 2021)
- Opéra Bastille, Paris, Frankrig (står færdigt i 2022)
- Mission Rock Building G, San Francisco, California, USA (står færdig i 2022)
- East Harbour Toronto, Toronto, Canada (står færdigt i 2023)
- Humlestaden, Gøteborg, Sverige (står færdigt i 2024)
- Tibble 2.0, Täby, Sverige (står færdigt i 2025)
- Cockle Bay Park, Sydney, Australien (står færdigt i 2026)
- Shenzhen Bay Super Headquarters Zone, Shenzhen, Kina (står færdigt i 2030)
- Esbjerg Bypark, Esbjerg, Danmark (igangsat 2018)
- Vejlands Kvarter, Amager, Danmark (igangsat 2019)
- Norges Arktiske Universitetsmuseum, Tromsø, Norge (igangsat 2019)
- Nørr Saint Denis, Paris, Frankrig (igangsat 2019)
- Belfast Waterside, Belfast, Nordirland (igangsat 2020)
- Wolfsburg Connect, Wolfsburg, Tyskland (igangsat 2020)
- Seoul Valley, Seoul, Sydkorea (igangsat 2020)

## Priser
- 1987 International Design Award, London
- 1989 Aga Khan Award for Arkitektur for Udenrigsministerium, Riyadh[20]
- 1997 Kasper Salin Prisen for Malmö Statsbibliotek
- 2005 LEAF Awards (Overall winners) Grand Prix for IT Universitetet i København
- 2008 RIBA Award for Roland Levinsky Bygningen[21]
- 2010 LEAF Award for Bølgen (bolig kategori)[22]
- 2010 IDA International Design Award (Architectural Design of the Year kategorien) for Batumi Aquarium[23]
- 2011 Civic Trust Awards for Bølgen[24]
- 2012 Best Performance Space for Harpa - Reykjavik Koncertsal og Konferencecenter, Travel + Leisure Design Awards
- 2012 Civic Trust Award for Harpa - Reykjavik Koncertsal og Konferencecenter[25]
- 2013 Civic Trust Award for Umeå Kunstcampus [26]
- 2013 Architizer A+ Award for Harpa - Reykjavik Koncertsal and Konferencecenter[27]
- 2013 European Union Prize for Contemporary Architecture for Harpa - Reykjavik Koncertsal and Konferencecenter[28]
- 2013 Emirates Glass Leaf Awards for Harpa – Reykjavik Concert Hall and Conference Centre for the best Public Building of the Year-Culture og Campus Roskilde Arkiveret 28. september 2014 hos  Wayback Machine for Best Public Building - Education & Research
- 2014 Den Danske Lyspris for Novo Nordisks domicil i Bagsværd[29]
- 2015 Alu Award for SDU Kolding Campus[30]
- 2015 The International Architecture Award for SDU Kolding Campus[30]
- 2015 The International Architecture Award (The Chicago Athenaeum: Museum of Architecture and Design) for Moesgaard Museum[31]
- 2016 Scandinavia Green Roof Award for Egedal Rådhus og Sundhedscenter [32]
- 2016 Green Good Design Award for SDU Campus Kolding [33]
- 2016 Årets Skolebyggeri for Frederiksbjerg Skole[34]
- 2016 American Architecture Prize for SDU Campus Kolding
- 2016 LEAF Awards for Kiruna Rådhus i Sverige
- 2016 AIA International Region Design Awards for Moesgaard Museum
- 2016 AIA International Region Design Awards, SDU Campus Kolding
- 2017 Chicago Athenaeum International Architecture Awards for Frederiksbjerg Skole
- 2017 Aarhus Municipality Architecture Award for Frederiksbjerg Skole
- 2017 AIA International Region Design Awards for Siemens Hovedsæde i Munchen
- 2017 AZ Awards of Merit for Frederiksbjerg Skole
- 2018 World Architecture News Awards for Belfast Waterside i Nordirland
- 2018 World Architecture News Awards for Carl H. Lindner College of Business, University of Cincinnati i USA
- 2018 World Architecture News Awards for Nordea hovedsæde i Ørestad
- 2018 Danish Building Awards, Best Project for Frederiksbjerg School
- 2018 Architecture MasterPrize for Eystur Rådhus på Færøerne
- 2018 Architecture MasterPrize for Frederiksbjerg School
- 2018 USITT 2018 Architecture Merit Award for Harpa Reykjavík Concert Hall and Conference Center i Island
- 2018 AIA International Region Design Awards for Nordea hovedsæde Ørestad
- 2019 Chicago Athenaeum International Architecture Awards, French International School of Hong Kong
- 2019 Chicago Athenaeum International Architecture Awards for Eystur Rådhus i Færøerne
- 2019 European Steel Design Awards, Kiruna Rådhus, Sverige
- 2019 AIA International Region Design Awards for French International School of Hong Kong
- 2019 European Museum of the Year Award Special commendation for Moesgaard Museum i Århus
- 2020 Architizer A+ Awards for Vejlands Quarter på Amager
- 2020 AILA QLD Landscape Architecture Award for Health and Education Landscape for Peter Coaldrake Education Precinct, Queensland University of Technology i Australien
- 2020 Australian Institute of Architecture Awards vinder i seks kategorier for Peter Coaldrake Education Precinct, Queensland University of Technology i Australien
- 2020 Chicago Athenaeum International Architecture Award for King Salman Park Saudi Arabien

## Udstillinger
- 1999 "The Architect's Studio" på Louisiana (kunstmuseum), Humlebæk[35]
- 2011 "what if...?" på Utzon Center, Aalborg[36]. Udstillingen er også blevet vist i Umeå, München og på Dansk Arkitektur Center som en del af "In Dialogue with the World".[37]